# Rui Vieira Nery
Rui Vieira Nery ComIH (Lisboa, 1957) é um professor universitário e musicólogo português, condecorado com a Ordem do Infante D. Henrique.

## Biografia
Nasceu em Lisboa em 1957, filho do guitarrista Raul Nery. 
Iniciou os seus estudos musicais na Academia de Música de Santa Cecília e prosseguiu-os no Conservatório Nacional de Lisboa, onde foi aluno de Melina Rebelo (Piano), Constança Capdeville (Composição) e Macario Santiago Kastner (Musicologia e Interpretação de Música Antiga).
É licenciado em História, pela Universidade de Lisboa (1980), e doutorado em Musicologia, pela Universidade do Texas (Austin) (1990), que frequentou como Fulbright scholar e bolseiro da Fundação Calouste Gulbenkian. Nessa universidade estrangeira trabalhou, designadamente, com os Professores Robert Snow, Gérard Béhague, Douglass Green, Michael Tusa e Elliot Antokoletz.
Desde 2023, é sócio correspondente da Classe de Letras da Academia das Ciências de Lisboa (9.ª Secção - Comunicação e Artes).

## Prémios
- Comendador da Ordem do Infante D. Henrique de Portugal (5 de Outubro de 2002) [3]
- Prémio Universidade de Coimbra 2018 [4]